# 大日给彦乃诺尔
大日给彦乃诺尔，又名大里卡内湖，是位于中国内蒙古自治区呼伦贝尔市新巴尔虎右旗达来苏木的一个湖泊。其位置约在东经117°00′，北纬48°57′。湖面海拔540米，面积达1.3平方公里。该湖为咸水湖。大日给彦乃诺尔在蒙古语中的意思是沸腾湖。